# Olëkma
L'Olëkma (in russo  Олёкма?) è un fiume della Russia siberiana orientale, affluente di destra della Lena. Scorre nel Tungiro-Olëkminskij rajon del Territorio della Transbajkalia, nel Tyndinskij rajon dell'Oblast' dell'Amur, nel Nerjungrinskij rajon e nell'Olëkminskij ulus della Sacha (Jacuzia).

## Descrizione
Ha origine ad un'altitudine di 1 200 m dalle pendici settentrionali del monte Kropotkin nei monti del Muroj (altopiano Olëkminskij Stanovik), scorre in un'ampia valle intermontana verso nord-est, tratto nel quale riceve, dalla destra idrografica, il Tungir; gira a nord ricevendo l'affluente Njukža e scorre tra le catene Čel'baus (a est) e le Južnyj Dyryndinskij e Severnyj Dyryndinskij (a ovest). Si inoltra poi in una profonda valle tra i monti Stanovoj e gli Udokan. Prosegue la sua corsa verso settentrione drenando la parte occidentale delle alture dell'Aldan fino a confluire nella Lena a est della cittadina di Olëkminsk, a 2 089 km dalla foce, 28 chilometri dopo aver ricevuto il maggiore dei suoi affluenti, la Čara.
Analogamente a tutti i fiumi del bacino della Lena, è sottoposto a lunghi periodi di gelo, della durata di vari mesi l'anno (generalmente da ottobre a maggio). Lungo il fiume ci sono i villaggi di Srednjaja Olëkma, Ust'-Njukža, Kudu-Kjuël' e Troick. Il fiume è navigabile per 406 km dall'estuario.

### Affluenti
I maggiori affluenti dell'Olëkma sono:
- Provenienti dalla destra idrografica: Tungir, Njukža.
- Provenienti dalla sinistra idrografica: Srednjaja Mokla, Mokla, Chani, Čara.